# Kriegspläne der Vereinigten Staaten (1945-1950)

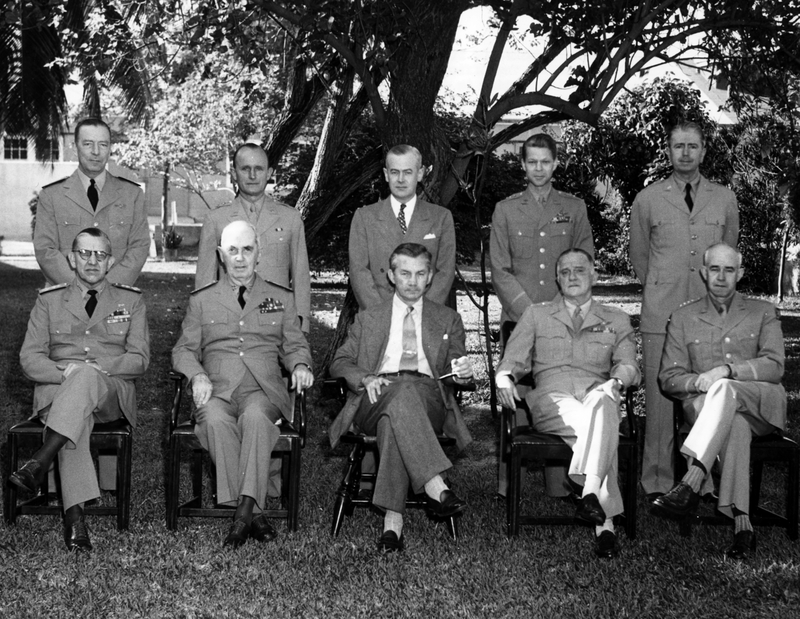
Die vereinigten Stabschefs in 1948. Vordere Reihe, von links nach rechts: Admiral Louis E. Denfeld, Chief of Naval Operations; Fleet Admiral William D. Leahy, Chief of Staff to the Commander in Chief; James Forrestal, United States Secretary of Defense; General Carl Spaatz, USAF, Chief of Staff of the United States Air Force; und General Omar N. Bradley, Chief of Staff of the United States Army

Die Kriegspläne der Vereinigten Staaten für einen Konflikt mit der Sowjetunion (UdSSR) wurden zwischen 1945 und 1950 formuliert und regelmäßig überarbeitet. Obwohl die meisten von ihnen als unpraktisch verworfen wurden, hätten sie im Falle eines Konflikts dennoch als Handlungsgrundlage gedient. Zu keinem Zeitpunkt wurde es als wahrscheinlich angesehen, dass die Sowjetunion oder die Vereinigten Staaten einen Krieg beginnen würden, sondern nur, dass es infolge einer Fehleinschätzung zu einem solchen kommen könnte. Die Planung wurde von den Dienststellen der Joint Chiefs of Staff in Zusammenarbeit mit Planern aus dem Vereinigten Königreich und Kanada durchgeführt.

## Hintergrund
1944, auf dem Höhepunkt des Zweiten Weltkriegs, prognostizierte der Vereinigte Generalstab (Joint Chiefs of Staff, JCS), dass die Vereinigten Staaten und die Sowjetunion nach dem Krieg die führenden Weltmächte sein würden. Großbritannien war zwar immer noch eine bedeutende Kraft, aber seine Position war deutlich geschwächt. Am 5. Februar erstellte der JCS eine Einschätzung der sowjetischen Nachkriegspläne. Man ging davon aus, dass die Sowjetunion den größten Teil ihrer Streitkräfte demobilisieren würde, um den Wiederaufbau ihrer Wirtschaft zu erleichtern, die durch den Krieg am Boden lag und sich voraussichtlich nicht vor 1952 erholen würde. Bis dahin würde die Sowjetunion versuchen, Konflikte zu vermeiden, allerdings würde sie zu ihrer eigenen Sicherheit versuchen, die Nachbarstaaten unter Kontrolle zu bringen. Auch nach der Demobilisierung würde die Sowjetunion noch über große Fähigkeiten verfügen. Amerikanischen Geheimdienstberichten zufolge würde sie über 4.000.000 Soldaten mit 113 Divisionen unter Waffen halten. Weitere 84 Divisionen würden von Satellitenstaaten zur Verfügung gestellt werden.
Während des Zweiten Weltkriegs hatten die Vereinigten Staaten die größten Streitkräfte ihrer Geschichte mobilisiert. Die United States Army, einschließlich der Army Air Forces, verfügte über eine Stärke von 8,3 Millionen Soldaten, von denen 3 Millionen in Europa eingesetzt wurden. Zusätzlich verfügten die United States Navy und das United States Marine Corps über eine Gesamtstärke von 3,8 Millionen. Anfang 1945 sollten 21 Divisionen (ca. 1.000.000 Mann) von Europa über die Vereinigten Staaten in den Pazifik verlegt werden, um die Invasion Japans durchzuführen. Etwa 400.000 Soldaten sollten als militärische Besatzung in Europa verbleiben, und die Army würde 2 Millionen Soldaten nach einem Punktesystem aus dem aktiven Dienst entlassen, bei dem die Soldaten je nach Dienstalter, Dauer des Auslandseinsatzes, Kindern und Auszeichnungen Punkte erhielten. Diejenigen mit den höchsten Punktzahlen hatten bei der Entlassung aus der Armee Vorrang. Zum Zeitpunkt der Kapitulation Japans im August 1945 waren 581.000 Armeeangehörige entlassen worden. Unter dem überwältigenden Druck der Öffentlichkeit und der Politik ging die Demobilisierung der Streitkräfte der Vereinigten Staaten nach dem Zweiten Weltkrieg viel schneller voran als ursprünglich geplant. Im Juni 1946 war die Gesamtstärke der Streitkräfte auf 2,5 Mio. und ein Jahr später auf 1,5 Mio. Soldaten geschrumpft, nur eine Division davon verblieb in Europa.
Die Joint Staff Planners (JSP) berieten sich mit Vannevar Bush, dem Vorsitzenden des Joint Committee on New Weapons and Equipment, und Generalmajor Leslie R. Groves, dem Leiter des Manhattan-Projekts, über das Potenzial neuer Waffen, die sich damals in der Entwicklung befanden, insbesondere über Atomwaffen und Langstreckenraketen. Bush bezweifelte, dass es möglich sei, eine Rakete wie die deutsche V-2-Rakete mit einer erweiterten Reichweite von 2.000 Seemeilen (3.700 km) zu bauen. Selbst wenn die Rakete möglich wäre, würde sie immer noch alliierte Stützpunkte in Übersee benötigen, um die Sowjetunion zu erreichen. Groves war optimistischer; er stimmte zwar zu, dass Langstreckenraketen 1945 technologisch noch nicht machbar waren, aber er glaubte, dass sie in den nächsten zehn bis zwanzig Jahren möglich sein könnten. Außerdem schlug er die Schaffung es Atomwaffenarsenals vor, warnte jedoch, dass die Zerstörung der industriellen Kapazitäten einer Nation keinen Einfluss auf den Ausgang eines Krieges haben würde.
Das JCS konzipierte ein Verteidigungskonzept und Kriegspläne, die auf eine einzige Eventualität ausgerichtet waren – einen umfassenden globalen Konflikt. Sie stützten sich hauptsächlich auf die strategische Bombardierung mit Kernwaffen als wichtigstes Abschreckungsmittel und erste Verteidigungslinie des Landes. Diese Strategie erwies sich als die praktischste, wirksamste und erschwinglichste Form der Verteidigung und bildete die Grundlage für eine Reihe von Kriegsplänen, die in den nächsten Jahren zur Bewältigung eines möglichen Konflikts mit der Sowjetunion entwickelt wurden.

## Pincher (1946)
Am 2. März 1946 brachte das Joint War Plans Committee (JWPC) ein Diskussionspapier für einen Kriegsplan mit dem Codenamen Pincher in Umlauf. Der Entwurf, der im April und Juni überarbeitet wurde, zeigte, dass die Sowjets sechzig Tage nach der Mobilisierung 270 Divisionen in Europa, 42 im Nahen Osten und 49 im Fernen Osten bereitstellen könnten. Der wahrscheinlichste Brennpunkt für Feindseligkeiten war der Nahe Osten, wo die sowjetischen Ambitionen mit denen Großbritanniens in Konflikt geraten konnten. Die Vereinigten Staaten würden sich in einem solchen Konflikt neutral verhalten, könnten aber schließlich in ihn hineingezogen werden, wie es 1917 und 1941 geschehen war. Die Sowjetunion verfügte über die Mittel, um Europa östlich des Rheins in kurzer Zeit zu überrennen. Der Rhein war eine wichtige Barriere, dennoch würde er nicht lange gehalten werden können, so dass sich die amerikanischen und britischen Streitkräfte auf die Pyrenäen zurückziehen mussten. Die Planer glaubten, dass die italienische, die iberische, die dänische und die skandinavische Halbinsel gegen eine zahlenmäßige Übermacht gehalten werden könnten, rechneten aber damit, dass die britischen und französischen Streitkräfte sich auf die Verteidigung ihrer Heimatländer konzentrieren würden und nicht bereit wären, die für die Verteidigung Skandinaviens erforderlichen Ressourcen abzuzweigen. Der sowjetische Vorstoß nach Westeuropa würde wahrscheinlich von einem Vorstoß in den Nahen Osten begleitet werden. Würden die Sowjets auch im Fernen Osten angreifen, würden sich die US-Streitkräfte nach Japan zurückziehen.
Ziel der US-Streitkräfte wäre es, die Britischen Inseln, Nordafrika, Indien, China und Japan zu halten, von wo aus strategische Luftoperationen gestartet werden könnten, während die Marine die Häfen der Sowjetunion blockiert. Das Konzept einer zweiten Operation Overlord wurde verworfen, da es bedeutet hätte, die sowjetischen Streitkräfte dort zu bekämpfen, wo sie am stärksten waren. Die Möglichkeit einer Rückeroberung Skandinaviens wurde in Betracht gezogen, aber die logistischen Schwierigkeiten waren groß. Die bevorzugte Vorgehensweise bestand daher darin, die Dardanellen und den Bosporus anzugreifen und über das Schwarze Meer in die Sowjetunion einzudringen. Der Plan sah keinen ausdrücklichen den Einsatz von Atomwaffen vor. Die B-29 war damals der modernste Langstreckenbomber der USAAF. Es gab kein Konzept für Operationen, die über die anfängliche Gegenoffensive hinausgingen, und die logistischen Auswirkungen der Stationierung einer großen Streitmacht im Nahen Osten wurden nicht untersucht. Nichtsdestotrotz akzeptierten die Joint Strategic Planners am 8. Juli 1946 Pincher als Planungsgrundlage.
Der JWPC und das Joint Intelligence Committee (JIC) erstellten daraufhin eine Reihe lokaler Studien auf der Grundlage von Pincher. Die erste war Broadview, die am 5. August veröffentlicht und am 24. Oktober 1946 überarbeitet wurde. Sie befasste sich mit der Verteidigung Nordamerikas. Langstreckenwaffen bedeuteten, dass das Kernland nicht mehr als unverwundbar angesehen werden konnte. In unmittelbarer Zukunft war die Sowjetunion in der Lage, Luft- und Kommandoangriffe aus einer Richtung durchzuführen, gleichzeitig konnten sowjetische U-Boote Schiffe angreifen und in amerikanischen Gewässern Minen legen. Die größte Bedrohung wurde jedoch in der Sabotage und Subversion durch sowjetische Agenten gesehen. Nach 1950 bestand die Möglichkeit, dass die Sowjetunion Atomwaffen und Langstreckenflugzeuge oder -raketen entwickeln würde, um sie gegen Städte in den Vereinigten Staaten einzusetzen. Auch die Möglichkeit einer Invasion von Alaska wurde in Betracht gezogen. Um diesen Bedrohungen zu begegnen, benötigten die Vereinigten Staaten mobile Bodentruppen zur Abwehr von Angriffen, ein Luftwarnsystem und U-Boot-Abwehrkräfte.
Die am 15. August 1946 erlassene Kriegstudie mit Namen Griddle betraf die Verteidigung der Türkei. Die türkische Armee war mit 48 Divisionen groß, aber es fehlte ihr an moderner Ausrüstung. Gemäß der Studie könnte die Sowjetunion bis zu 110 Divisionen gegen die Türkei einsetzen, ohne andere Operationen zu gefährden. Die Studie ging von einem zweiteiliger Vorstoß aus, mit einem Angriff aus Bulgarien auf Ostthrakien und einem Vorstoß nach Anatolien vom sowjetischen Transkaukasien aus. Luftlande- und amphibische Kräfte könnten auf beiden Seiten der Dardanellen und des Bosporus angreifen. Von der Türkei aus könnten die sowjetischen Streitkräfte dann in den Irak und den Iran vordringen. Laut Studie, würde die Türkei höchstens 120 Tage durchhalten können, bevor sich die türkischen Streitkräfte auf die westanatolische Küste zurückziehen müssten. Nichtsdestotrotz spielte die Türkei in der amerikanischen Strategie eine wichtige Rolle als potenzielle Basis für Luftangriffe auf die Sowjetunion und um den sowjetischen Vorstoß in den Nahen Osten zu stoppen. Die Studie forderte daher eine Aufstockung der Militärhilfe für die Türkei und den Ausbau der türkischen Luftwaffenstützpunkte und Häfen.
Dies führte zur nächsten Studie, die am 2. November 1946 veröffentlicht wurde. Sie trug den Decknamen Caldron und befasste sich mit dem Nahen Osten. Die Sowjetunion produzierte zwar ausreichend Öl für den eigenen Bedarf in Friedenszeiten, doch die Planer waren der Ansicht, dass ihre Reserven für einen größeren Konflikt nicht ausreichten, so dass die sowjetische Priorität darin bestehen würde, sich die Ölressourcen des Nahen Ostens zu sichern. Auf diese Weise würden sie im Gegenzug den Alliierten vorenthalten. Die Region galt auch als wichtiges Aufmarschgebiet für einen Angriff auf die Sowjetunion, so dass die Sowjets versuchen würden, dies zu verhindern. Die bis zu 85 sowjetischen Divisionen, die für Operationen im Nahen Osten zur Verfügung ständen, könnten innerhalb von 60 Tagen Palästina erreichen. Dort stünden ihnen die Briten mit fünf Divisionen entgegen; weitere 14 alliierte Divisionen könnten in Ägypten konzentriert werden.
Am 20. Dezember 1946 wurde eine Studie über die Bedrohung Italiens mit dem Namen Cockspur veröffentlicht, die einen Angriff jugoslawischer Streitkräfte auf Italien vorsah, während die sowjetischen Streitkräfte in Deutschland einmarschierten, so dass die sowjetischen Streitkräfte anschließend von Norden her in Italien eindringen konnten. Die Alliierten konnten entweder versuchen, Norditalien zu verteidigen, was die Gefahr mit sich brachte, dass die dortigen alliierten Streitkräfte überrannt oder vernichtet würden, so dass nichts für die Verteidigung Siziliens übrig bliebe, oder sich kämpfend nach Sizilien zurückziehen.
Da Pincher einen Rückzug auf die Pyrenäen vorsah, kam der Iberischen Halbinsel große Bedeutung zu. Dementsprechend befasste sich die Studie Drumbeat, die am 4. August 1947 herausgegeben wurde, mit ihrer Verteidigung. Die Studie kam zu dem Ergebnis, dass Spanien innerhalb von sechzig Tagen 22 Divisionen mobilisieren konnte, aber die Fähigkeiten der spanischen Armee nur mittelmäßig zu bewerten wären. Portugal konnte zwei weitere Divisionen mobilisieren, und in Gibraltar befanden sich 5.000 britische Soldaten. Der JWPC glaubte nicht, dass die Sowjetunion Spanien angreifen würde, aber die Möglichkeit wurde in Betracht gezogen. Obwohl bis zu 20 sowjetische Divisionen bis D+ 45, und 50 Divisionen bis D+ 90 die Pyrenäen erreichen könnten, bestand nach Einschätzung der Planer die Chance, dass die Alliierten Spanien halten konnten.
Der Ferne Osten wurde als Schauplatz von zweitrangiger Bedeutung betrachtet. Die Kriegsstudie Moonrise, die sich auf diese Region bezog, wurde den Generalstabschefs am 29. August 1947 vorgelegt. Gemäß der Studie konnte die Sowjetunion etwa 45 Divisionen in der Region einsetzen. Angesichts der Beschränkungen der sowjetischen Pazifikflotte würde das Hauptziel der Sowjetunion China sein. Die Nationalrevolutionäre Armee war groß, aber auch weitgehend ineffektiv. Außerdem würden die sowjetischen Streitkräfte durch 1,1 Millionen chinesische Rotarmisten und 2 Millionen Milizionäre verstärkt werden. Die erste Phase eines sowjetischen Angriffs würde das Gebiet um Port Arthur zum Ziel haben. Die Mandschurei würde schnell eingenommen werden, und Peking in etwa zehn Tagen fallen. Die Planer schätzten, dass die sowjetischen Streitkräfte den Gelben Fluss bis D+ 90 und Nanjing und Hankou in weiteren drei Wochen erreichen könnten. Ein Vorstoß bis zum Jangtse war nicht vorgesehen. Zu diesem Zeitpunkt waren die US-Streitkräfte noch in Korea stationiert, aber der Plan sah vor, die amerikanischen Streitkräfte nach Japan abzuziehen.

## Broiler (1947)
Obwohl die Kriegsstudien für die Operation Pincher von den Vereinigten Generalstabschefs nicht als Kriegsplan akzeptiert wurden, informierte das Joint War Plans Committee (JWPC) am 16. Juli 1947 die Joint Staff Planners darüber, dass ausreichende Fortschritte erzielt worden seien, um einen Plan auszuarbeiten. Am 29. August beauftragte das JSPC, das durch das Inkrafttreten des National Security Act von 1947 das JSP abgelöst hatte, die Joint Strategic Plans Group (JSPG), basierend auf Pincher einen Plan zu entwickeln. Dabei wurde angenommen, dass ein Krieg 1948 ausbrechen würde, die Vereinigten Staaten mit Großbritannien und Kanada verbündet wären und Atomwaffen zum Einsatz kämen. Der verstärkte Fokus auf Atomwaffen stellte eine bedeutende Veränderung der Prioritäten dar.
Der daraus resultierende Kriegsplan erhielt den Codenamen Broiler. Ausgangspunkt waren Schätzungen über die verfügbare Stärke der US-Streitkräfte, die von den drei Teilstreitkräften bereitgestellt wurden; Beurteilungen von Defiziten sollten zu einem späteren Zeitpunkt auf Grundlage des Plans erfolgen. Die JSPG entwarf außerdem einen längerfristigen Kriegsplan basierend auf Broiler mit dem Namen Bushwacker für einen Krieg, der am 1. Januar 1952 beginnen sollte, sowie einen weiteren Plan mit dem Codenamen Charioteer für einen Krieg im Jahr 1955. Letzterer ging davon aus, dass Westeuropa bereits überrannt worden sei und eine strategische Luftoffensive notwendig wäre. Den Planern fehlte jedoch eine politische Vorgabe, was das letztendliche Ziel des Krieges sein sollte, weshalb sie annahmen, dass es darin bestehen würde, die Sowjetunion auf ihre Grenzen von 1939 zurückzudrängen.
Das Szenario war dasselbe wie bei Pincher, wobei die Einschätzung der Fähigkeiten der Sowjetunion durch den Joint Intelligence Staff umfangreich blieb: Die Studie kam zu dem Schluss, dass die Sowjetunion bis zu 245 Divisionen mobilisieren könnte. Davon könnten 120 in Westeuropa, 85 auf dem Balkan und im Nahen Osten sowie 40 im Fernen Osten eingesetzt werden. Dies würde ihr die Fähigkeit verleihen, den Großteil Europas innerhalb von 45 Tagen zu besetzen. Langfristig wurde erwartet, dass die Sowjetunion nicht nur eine zahlenmäßige Überlegenheit, sondern auch technologische Gleichwertigkeit besitzen würde. Darüber hinaus sagte die Studie, dass die Sowjetunion bis 1952 Atomwaffen entwickelt hätte und bis 1956 Langstreckenbomber besitzen würde, die Ziele in den Vereinigten Staaten erreichen könnten.
Zur Sicherung der Vereinigten Staaten sollten Grönland und Island besetzt werden. Die Entwicklung der Luftbetankung würde es den B-29- und B-50 Superfortress, einer verbesserten Version der B-29, ermöglichen, zwanzig große städtische Gebiete in der Sowjetunion anzugreifen. B-29-Bomber wurden zu Tankflugzeugen umgerüstet, aber die ersten Maschinen wurden erst Ende 1948 ausgeliefert; bis Mai 1950 standen 77 Maschinen zur Verfügung. Große Überseebasen sollten im Vereinigten Königreich, in Okinawa und in Karachi errichtet werden; die Regionen Kairo-Suez und Basra wurden als nicht verteidigungsfähig abgelehnt.
Der amerikanische Mobilisierungsplan JCS 1725/1, der am 13. Februar 1947 vorgelegt wurde, basierte auf der Annahme, dass keine Atomwaffen eingesetzt würden. Er sah eine Armee von 13 Divisionen zu Beginn der Feindseligkeiten vor, die innerhalb eines Jahres auf 45 Divisionen und innerhalb von zwei Jahren auf 80 Divisionen anwachsen sollte. Dies entsprach dem, was im Zweiten Weltkrieg erreicht worden war. Im Juli legte das JWPC einen Plan vor, der den Einsatz von Atomwaffen einbezog. Ausgehend von der Annahme, dass zwischen 100 und 200 Atomwaffen verfügbar wären, sah der Plan vor, 34 Atombomben auf 24 sowjetische Städte abzuwerfen; sieben auf Moskau, drei auf Leningrad und jeweils zwei auf Charkow und Stalingrad. Dies würde massive Schäden an der sowjetischen Industrie und etwa eine Million Verluste verursachen. Diese Schäden könnten die Sowjetunion dazu bewegen, um Frieden zu ersuchen.
Die Annahme, dass hundert Atombomben verfügbar seien, war jedoch nicht korrekt. Bis Juni 1948 waren Komponenten für etwa fünfzig Fat Man- und zwei Little-Boy-Bomben verfügbar. Dabei handelte es sich jedoch nicht um vollständige Bomben, sondern um Komponenten, die von speziell ausgebildeten Teams des Armed Forces Special Weapons Project zusammengebaut werden mussten. Ein gut ausgebildetes Team konnte eine Bombe in zwei Tagen zusammensetzen, aber die Teams, die während des Krieges Bomben montiert hatten, waren ins zivile Leben zurückgekehrt. Eine erste Mannschaft wurde im August 1947 gebildet, gefolgt von einer zweiten im Dezember und einer dritten im März 1948. Die Bombenkomponenten mussten von Transportflugzeugen zu den Montageteams an den vorgeschobenen Basen geliefert werden.
1948 begann die Ausbildung einer speziellen Montageteams der US Navy. Die Marine plante Lockheed P2V Neptune- und North American AJ Savage-Bomber mit Atomwaffen zu bestücken und von Flugzeugträgern zu starten. Eine zusätzliches Montageteam für die Armee wurde im Mai 1948 aufgestellt, und zwei teams für die US Air Force im September und Dezember 1948. Die Air Force wurde allmählich die wichtigste Organisation für den Einsatz von Atomwaffen, und bis Ende 1949 verfügte sie über zwölf spezialisierte Montageteams, während sich drei weitere in Ausbildung befanden.
Nur Silverplate-B-29-Bomber konnten Fat Man Bomben abwerfen, aber von den 65 produzierten Silverplate-B-29 waren Anfang 1948 nur noch 32 einsatzbereit. Diese waren alle der 509th Bombardment Group zugeteilt, die auf dem Roswell Army Airfield in New Mexico stationiert war. Auch an ausgebildeten Besatzungen mangelte es; Anfang 1948 waren nur sechs Besatzungen für einen Nuklearangriff qualifiziert, auch wenn im Notfall genügend Personal vorhanden war, um vierzehn zusätzliche Besatzungen auszubilden. Bis zu 20 Prozent der Zielstädte lagen außerhalb der Reichweite der B-29 (5.600 km). Die Convair B-36 Peacemaker, mit einer Reichweite von (7.400 km), wurde 1948 in Dienst gestellt, war jedoch nicht für den Einsatz von Atomwaffen bestimmt. Zudem gab es Zweifel an der Fähigkeit der B-29, den sowjetischen Luftraum zu durchdringen.
Die erzwungene Abhängigkeit von Atomwaffen bedeutete eine wichtige Änderung der Doktrin. Während des Zweiten Weltkriegs hatte die USAAF an der Doktrin des Präzisionsbombardements festgehalten, auch wenn sie in der Praxis zum Flächenbombardement übergegangen war; letzteres war nun zur Doktrin geworden. Ein Grund dafür war der Mangel an nachrichtendienstlichen Erkenntnissen über die genaue Lage der Industrieanlagen der Sowjetunion. Die Planer hofften, dass aufgrund der verheerenden Wirkung der Atombomben genügend Zerstörung angerichtet wurde, um die richtigen Städte zu treffen.
Dies war jedoch alles andere als sicher. Im Januar 1949 führte Generalleutnant Curtis LeMay, der im Oktober 1948 das Kommando über das Strategic Air Command (SAC) übernommen hatte, einen Übungsangriff auf die Wright-Patterson Air Force Base aus. Ein ähnliches Manöver hatte bereits im Mai 1947 stattgefunden, als 101 B-29-Bomber, New York angriffen. Damals konnten 30 Flugzeuge aufgrund technischer Probleme nicht starten. Dieses Mal erhielten die Besatzungen die Anweisung in 9.100 m, anstatt in der üblichen Höhe von 3.000 bis 4.600 m anzugreifen. Der Angriff sollte außerdem nachts stattfinden, unter Einsatz von Radar. Die große Höhe und die kalten Temperaturen forderten jedoch sowohl von den Flugzeugen als auch von den Besatzungen ihren Tribut. Viele Einsätze wurden wegen gefrierenden Regens abgesagt, und das Radar hatten aufgrund von Bodenechos und Gewitteraktivitäten Schwierigkeiten, Ziele zu lokalisieren. Von den 303 simulierten Angriffen verfehlten  zwei Drittel ihr Ziel um mehr als 2.100 m. Die Atombomben dieser Ära hätten das Ziel unversehrt gelassen. LeMay erklärte:

„Kein einziges Flugzeug hat diese Mission wie beauftragt abgeschlossen. Kein einziges.“

Als das Joint Logistics Committee den Plan untersuchte, stellte es fest, dass die Nachschublinie über das Mittelmeer in die Region Kairo-Suez nach sechs Monaten 912 Schiffe erfordern würde. Sollte das Mittelmeer blockiert sein, würde die längere Route um das Kap der Guten Hoffnung und durch das Rote Meer 1.042 Schiffe benötigen. Über einen Zeitraum von zwei Jahren würde der Bedarf auf 2.252 beziehungsweise 3.848 Schiffe anwachsen. Am 2. September 1947, nach einer genaueren Analyse der Anforderungen, wurde die Zahl für die Unterstützung über das Rote Meer nach sechs Monaten von 1.042 auf 1.788 Schiffe erhöht. Das JLC berechnete, dass es 16 Monate dauern würde, so viele stillgelegte Frachtschiffe wieder zu aktivieren. Die alliierten Streitkräfte würden 29.360 t an Nachschub pro Tag benötigen, aber die kombinierte Kapazität der Häfen am Roten Meer betrug nur 23.900 t.
Eine Bewertung der Flugzeuganforderungen für die ersten zwölf Kriegsmonate am 14. Oktober 1947 ergab einen Bedarf von 91.332 Flugzeugen aller Typen. Einen Monat später erklärte der Munitions Board (der Nachfolger des Army-Navy Munitions Board gemäß dem National Security Act von 1947), dass dies unrealistisch sei. Auch das JLC betrachtete die Mobilisierungsanforderungen als unrealistisch, da sie die Einberufung von 300.000 Soldaten pro Monat erfordern würden, was das Ausbildungssystem und die logistische Infrastruktur enorm belasten würde. Am 23. Januar 1948 berichtete der Munitions Board, dass die Pläne Broiler und Charioteer Ressourcen erforderten, die nicht verfügbar waren. Die Kosten für die Lagerung von Ausrüstung und die Aktivierung von Munitionsfabriken im Haushaltsjahr 1949 wurden laut Studie auf 139,6 Millionen Dollar geschätzt. Es standen jedoch nur 37,6 Millionen Dollar zur Verfügung. Das Board empfahl, einen realistischeren Kriegsplan zu entwerfen.
Am 10. März 1948 legte das JSPC den Plan Broiler den Vereinigten Generalstabschefs vor. Eine leicht modifizierte Version mit dem Codenamen Frolic wurde an Verteidigungsminister James Forrestal weitergeleitet. Obwohl Broiler als Notfallkriegsplan akzeptiert wurde, hatten alle Generalstabschefs Vorbehalte gegenüber dem Plan. Der Chief of Staff to the Commander in Chief, Flottenadmiral William D. Leahy, missbilligte die Abhängigkeit von Atomwaffen, da unklar war, ob deren Einsatz genehmigt werden würde. Der Chief of Naval Operations, Admiral Louis E. Denfeld, war mit dem Konzept, Westeuropa aufzugeben, nicht einverstanden, da dies seiner Meinung nach der Außenpolitik und den nationalen Zielen der Vereinigten Staaten widersprach. Er argumentierte, dass eine bessere Strategie darin bestünde, die US-Streitkräfte in Europa so weit zu verstärken, dass eine Verteidigung am Rhein möglich wäre.

## Halfmoon (1948)
Aufgrund der Ereignisse in der internationalen Politik – Westeuropa blieb schwach und gespalten, und in China herrschte Bürgerkrieg – trafen sich vom 12. bis 21. April 1948 Planer aus den Vereinigten Staaten, Großbritannien und Kanada in Washington, D.C., um auf der Grundlage von Broiler einen Entwurf für einen Notstandsplan auszuarbeiten, der in einen neuen Plan namens Halfmoon (im August 1948 in Fleetwood umbenannt) mündete. Die Zahl der Länder, die auf der Seite der Alliierten stehen würden, wurde erhöht. Die Planer gingen davon aus, dass das britische Commonwealth, die Länder des Brüsseler Paktes (Frankreich, Belgien, die Niederlande und Luxemburg) und die gesamte westliche Hemisphäre Verbündete der Vereinigten Staaten sein würden und dass die Türkei, Spanien, Norwegen, Irak, Iran, Pakistan, Afghanistan, Saudi-Arabien, Ägypten, Jordanien, Syrien, Libanon und Jemen im Falle eines sowjetischen Angriffs Verbündete werden würden. Da die Briten darauf bestanden, den Raum Kairo-Suez zu halten, wurde der Stützpunkt in Karatschi durch einen in Ägypten ersetzt. Eine strategische Luftoffensive sollte mit B-36-Bombern aus den Vereinigten Staaten B-29- und B-50-Bombern aus dem Vereinigten Königreich, Kairo-Suez und Okinawa gestartet werden.
Die Planer von Halfmoon gingen davon aus, dass die Vereinigten Staaten von Anfang an Atombomben einsetzen würden, und auch die Sowjetunion, sobald sie diese entwickelt hätte. Die US-Geheimdienste kamen (fälschlicherweise) zu der Einschätzung, dass dies 1949 noch nicht der Fall sein würde. In Ermangelung angemessener konventioneller Streitkräfte sahen die Planer keine Alternative. Präsident Harry S. Truman wurde am 6. Mai 1948 über Halfmoon unterrichtet, der Bedenken äußerte. Er bat Leahy, einen alternativen Plan auszuarbeiten, um einem russischen Angriff ohne den Einsatz von Atombomben zu begegnen, weil wir sie möglicherweise nicht zur Verfügung haben, entweder weil sie zu diesem Zeitpunkt verboten sein könnten oder weil die Bevölkerung der Vereinigten Staaten ihren Einsatz zu Angriffszwecken nicht zulassen würde.
Der Heeresminister Kenneth C. Royall war über Trumans Einwände besonders beunruhigt und gab am 19. Mai ein Memo in Umlauf, in dem er eine Überprüfung der nationalen Politik in Bezug auf den Einsatz von Kernwaffen forderte. Er brachte die Angelegenheit in einer Sitzung des Nationalen Sicherheitsrats (NSC) am nächsten Tag zur Sprache. Außenminister George C. Marshall,hielt Trumans Politik des Widerstands gegen die Sowjetunion ohne die entsprechenden Mittel für ein Spiel mit dem Feuer hielt, während wir nichts haben, um es zu löschen.  Im Juli wies Forrestal die Generalstabschefs an, die Forderung des Präsidenten nach einem alternativen Plan zu ignorieren. Die von Royall geforderte Strategie wurde im Juli von der Luftwaffe ausgearbeitet, Anfang September mit geringfügigen Änderungen aktualisiert und am 16. September vom Nationalen Sicherheitsrat als NSC 30 angenommen. Darin hieß es, dass:
- Es wird anerkannt, dass im Falle von Feindseligkeiten die Streitkräfte der Vereinigten Staaten bereit sein müssen, alle verfügbaren geeigneten Mittel, einschließlich Atomwaffen, schnell und effektiv im Interesse der nationalen Sicherheit einzusetzen, und dementsprechend planen müssen.
- Die Entscheidung über den Einsatz von Atomwaffen im Kriegsfall obliegt dem Präsidenten, wenn er eine solche Entscheidung für notwendig erachtet.

Somit wurde nach drei Jahren die Aufnahme von Kernwaffen in die Kriegspläne offiziell genehmigt. Während der Präsident die alleinige Autorität über ihren Einsatz behielt, lag die Auswahl der Ziele und der Umstände, unter denen sie eingesetzt werden sollten, in den Händen der Planer. Am 28. Januar 1949 wurde eine aktualisierte Version von Halfmoon mit dem Namen Trojan veröffentlicht. Diese enthielt einen Anhang, in dem die strategische Luftoffensive beschrieben wurde. Dabei sollten 70 sowjetische Städte mit 133 Atomwaffen angegriffen werden, von denen acht auf Moskau und sieben auf Leningrad abgeworfen werden sollten. Die wichtigste Änderung gegenüber Fleetwood war die Aufnahme Griechenlands, Italiens, Islands, Irlands, der Philippinen und der Schweiz in die Liste der Verbündeten, während gleichzeitig die Annahme aufgegeben wurde, dass die arabischen Länder auf der Seite der Alliierten stehen würden, da sich die Beziehungen zu den Vereinigten Staaten nach dem arabisch-israelischen Krieg von 1948 und der Gründung des Staates Israel verschlechtert hatten.
Das JLC nutzte Halfmoon als Grundlage für einen neuen Mobilisierungsplan mit der Bezeichnung Cogwheel und reagierte damit auf eine Anfrage des Verteidigungsministers, Einzelheiten zu liefern, die vom Munitions Board als Grundlage für die industrielle Mobilisierung verwendet werden konnten. Cogwheel beschrieb die Anforderungen des Kriegsplans für die ersten zwei Jahre, wobei von einem Beginn der Feindseligkeiten am 1. Juli 1949 ausgegangen wurde. Der einzige Streitpunkt zwischen den drei Diensten betraf den Bau zusätzlicher Flugzeugträger; die Armee und die Luftwaffe vertraten die Auffassung, dass die Marine über ausreichend vorhandene oder eingemottete Flugzeugträger verfüge und die zusätzlichen Flugzeugträger nicht innerhalb von zwei Jahren fertiggestellt werden könnten. Dieser Antrag wurde am 1. September 1948 eingereicht. Am 6. Dezember wiesen die Generalstabschefs die drei Streitkräfte an, überarbeitete Mobilisierungspläne zu erstellen. Bevor dies geschehen konnte, legte das Munitions Board seine Bewertung von Cogwheel vor. Es kam zu dem Schluss, dass die Flugzeugproduktion bis zum Ende des ersten Jahres 60 Prozent des Bedarfs erreichen würde. Außerdem wurde festgestellt, dass die Nachfrage nach Rohstoffen wie Kupfer und Aluminium das Angebot überschreiten würde, die Nachfrage nach Munition die Produktionskapazitäten übersteigen und die Nachfrage nach Arbeitskräften die Verarbeitungsfähigkeit des Selective Service Systems sprengen würde. Das Munitions Board beschloss daher, seine Planung auf 50 Prozent des Bedarfs von Cogwheel zu stützen.
Am 4. Oktober 1948 sagte Denfeld vor dem Senatsausschuss für Streitkräfte:

„Es bleibt die unangenehme Tatsache, dass die Marine ehrliche und aufrichtige Zweifel an der Fähigkeit der Luftwaffe hat, die [Atom-]Waffe durch unbegleitete Einsätze, geflogen von heutigen Bombern, tief in feindliches Gebiet angesichts der starken sowjetischen Luftabwehr zu bringen und sie auf Ziele abzuwerfen, deren Standorte nicht genau bekannt sind.“

Die Gemeinsamen Stabschefs billigten Trojan am 28. Januar 1949, mussten jedoch einräumen, dass es sich dabei nicht um einen durchführbaren Kriegsplan handelte. General Omar N. Bradley, der Stabschef der United States Army, gab zu, dass die Army ernsthafte personelle und materielle Defizite aufwies, die sie aufgrund von Budgetbeschränkungen nicht beheben konnte. In ähnlicher Weise berichtete Denfeld, dass die Marine nicht über die Mittel verfügte, um ihren Teil zu leisten, und der Stabschef der US-Luftwaffe, General Hoyt Vandenberg, erklärte, dass die Luftwaffe nicht über die Mittel verfügte, um Trojan durchzuführen. Die Joint Chiefs of Staff schätzten, dass für 1950 29 Mrd. US-Dollar erforderlich waren, aber die Regierung könnte nur 17 bis 18 Mrd. US-Dollar beisteuern.

## Offtackle (1949)
Am 25. Februar 1949 gab der Vorsitzende des Generalstabs der Streitkräfte der Vereinigten Staaten General Dwight D. Eisenhower, eine Direktive heraus, die den strategischen Planern mehr Orientierung bot. Er akzeptierte, dass der Rhein mit den verfügbaren Kräften nicht gehalten werden konnte, wollte aber eine Rückkehr nach Westeuropa zum frühestmöglichen Zeitpunkt. In den folgenden sieben Monaten wurde ein neuer Plan mit der Bezeichnung Offtackle ausgearbeitet. Es folgte eine zweite Runde von Planungskonferenzen mit britischen und kanadischen Vertretern vom 26. September bis 4. Oktober. Zum ersten Mal gab der Nationale Sicherheitsrat in Form von NSC 20/4 politische Leitlinien vor. Darin hieß es, dass die Politik der Vereinigten Staaten keinen Krieg mit der Sowjetunion auslösen würde, dass aber ein Konflikt aus einer Fehleinschätzung der Sowjetunion resultieren könnte. Damit wurde eine Annahme bekräftigt, die bereits seit Pincher in die Kriegspläne eingeflossen war. Er informierte die Generalstabschefs auch darüber, dass im Falle eines Krieges mit der Sowjetunion keine Notwendigkeit für eine bedingungslose Kapitulation oder eine Besetzung bestehe. Wie frühere Kriegspläne befasste sich Offtackle nur mit der Anfangsphase des Krieges und nicht mit der Endphase oder Fragen der Nachkriegszeit.
Die in Offtackle skizzierte strategische Luftoffensive war noch ehrgeiziger als die bei Trojan. Die Offtackle sah den Abwurf von 292 Atombomben und 224.000 Tonnen konventioneller Bomben vor, dabei würden 85 Prozent der industriellen Ziele vollständig zerstört werden. Dazu gehörten die Elektrizitätsversorgung, der Schiffbau, die Erdölproduktion sowie andere wichtige Industrien zur Kriegsführung.
Darüber hinaus sollte nicht nur die sowjetische Industrie lahmgelegt, sondern auch die Kontrolle der Regierung über die Bevölkerung geschwächt, die Entschlossenheit zur Kriegsführung untergraben, die Mobilisierung gestört und der Vormarsch der sowjetischen Bodentruppen nach Westeuropa verlangsamt werden. Jedoch fehlten dem Strategic Air Command (SAC) die Ressourcen, um den Plan umzusetzen. Mit den verfügbaren Flugzeugen konnte das SAC in den ersten zwei Monaten nur 2.000 Einsätze durchführen, was weit unter den im Plan vorgesehenen 6.000 Einsätzen lag. Zur Unterstützung wären 360 Einsätze mit Douglas C-54 Skymaster oder vergleichbaren Transportern erforderlich gewesen, doch nur 260 wurden dem SAC zugeteilt. Ersatzteile für die B-50-Bomber waren knapp, und die Menge an Flugbenzin in der Kriegsreserve war unzureichend.
Die ersten Schritte zur Entwicklung eines Bündnisses westlicher Länder für eine organisierte und koordinierte Verteidigung erfolgten mit der Gründung des Brüsseler Paktes am 17. März 1948. Dabei handelte es sich um ein gegenseitiges Verteidigungsbündnis, dem das Vereinigte Königreich, Frankreich, Belgien, die Niederlande und Luxemburg angehörten. Am 4. April 1949 folgte die Gründung der North Atlantic Treaty Organization (NATO). Am 6. Oktober 1949 unterzeichnete Truman das Gesetz über die gegenseitige Verteidigungshilfe (Mutual Defense Assistance Act), das den NATO-Verbündeten 1 Milliarde US-Dollar für den Kauf von Waffen und Ausrüstung zur Verfügung stellte. Die amerikanischen Bodentruppen bestanden aus einer Division und drei Regimentern in Europa und fünf Divisionen in den Vereinigten Staaten. Das gesamte NATO-Bündnis konnte in Westdeutschland von den achtzehn erforderlichen Divisionen ledig, zehn bereitstellen. Trotz Bedenken stimmten die zwölf NATO-Bündnispartner im Dezember 1949 einem gemeinsamen Verteidigungsplan zu.
Um Eisenhowers Anweisung zu erfüllen, erwägten die Planer andere Optionen. Die wichtigsten waren, sich in die Pyrenäen zurückzuziehen und dort die Stellung zu halten oder eine Invasion des sowjetisch besetzten Westeuropas im Stil der Operation Overlord von Nordafrika oder dem Vereinigten Königreich aus durchzuführen. Feldmarschall Montgomery, der Vorsitzende des Oberbefehlshaberausschusses der Westeuropäischen Union, berichtete am 15. Juni 1950, dass sich beim damaligen Stand der Dinge und in absehbarer Zukunft in Westeuropa entsetzliche und unbeschreibliche Zustände ergeben würden, wenn Westeuropa jemals von den Russen angegriffen würde. Er war der Ansicht, dass die NATO-Kräfte nicht in der Lage wären, den Rhein zu halten, und bemühte sich um eine neue Direktive; was jedoch abgelehnt wurde.
Forrestal äußerte Zweifel an dem Plan, der seiner Meinung nach zu sehr davon abhing, dass die Sowjets das taten, was von ihnen erwartet wurde. Er bezweifelte, dass man mit strategischem Bombardement einen Krieg gewinnen könne. Bevor er sich zum Kauf von Flugzeugen im Wert von Millionen von Dollar verpflichtete, wollte er Gewissheit haben. Ein dienststellenübergreifender Ausschuss unter dem Vorsitz von Generalleutnant Hubert R. Harmon, wurde mit der Untersuchung beauftragt. In dem Bericht wurde bekräftigt, dass in Ermangelung adäquater konventioneller Streitkräfte die strategische Luftoffensive die einzige Möglichkeit sei, die es gebe. Er schätzte, dass dies zu einem 30- bis 40-prozentigen Rückgang der sowjetischen Industriekapazität führen und etwa 6,7 Millionen Verluste, verursachen würde. Die Überlebenden würden ohne Strom und Treibstoff auskommen müssen. Dennoch bezweifelte der Ausschuss, dass dies die Moral der Zivilbevölkerung zerstören würde; nach den Erfahrungen des Zweiten Weltkriegs wäre eher das Gegenteil zu erwarten. Eine andere Frage, die unbeantwortet blieb, war, ob ein solcher Angriff angesichts der schlechten Nachrichtenlage über die Sowjetunion erfolgreich durchgeführt werden könnte. Denfeld bezweifelte dies und schlug stattdessen ein taktische Luftschlägr vor, um den sowjetischen Vormarsch nach Westeuropa zu verzögern. Die Luftwaffe drängte auf die Beschaffung des Langstreckenbombers B-36, was zu einer Konfrontation zwischen der Marine und der Luftwaffe führte, und zur Ablösung Denfelds, der durch Admiral Forrest Sherman ersetzt wurde.

## Ergebnis
Der Ausbruch des Koreakriegs und die damit verbundene Erhöhung des Verteidigungshaushalts von 14,2 Mrd. US-Dollar 1950 auf 53,2 Mrd. US-Dollar 1951 sowie 65,9 Mrd. US-Dollar 1952 entschärften die Konflikte zwischen den Teilstreitkräften. Dies ermöglichte es dem Vereinigten Generalstab, eine Armee mit 21 Divisionen, eine Luftwaffe mit 143 Geschwadern und eine Marine mit 402 Schiffen in Betracht zu ziehen.
Die Detonation der ersten sowjetischen Atombombe im August 1949, ein Jahr früher als die frühestmögliche Einschätzung des Joint Intelligence Committee und vier Jahre früher als dessen wahrscheinlichstes Datum vom 22. März 1948, führte zu einer Überarbeitung der Einschätzungen über das sowjetische Atomwaffenarsenal. Nun wurde davon ausgegangen, dass die Sowjetunion bis Mitte 1950 über 10 bis 20 Bomben, bis Mitte 1952 über 45 bis 90 Bomben und bis Mitte 1954 über 120 bis 200 Bomben verfügen würde. Diese Einschätzung wurde sofort in die nächste Version von Offtackle vom 25. Oktober aufgenommen. Außerdem würden beide Seiten von Beginn der Feindseligkeiten an Atomwaffen einsetzen. Die Vereinigten Staaten mussten sich nun auch mit der Luftverteidigung Nordamerikas auseinandersetzen. Am 30. März 1949 unterzeichnete Präsident Truman ein Gesetz, das die Errichtung von 75 Radarstationen autorisierte. Allerdings wurden keine Gelder bereitgestellt, sodass bis Januar 1950 lediglich einige Standorte ausgewählt worden waren.
Die Atomtests der Operation Sandstone im April und Mai 1948 demonstrierten verbesserte Entwürfe. Die Tests X-Ray und Yoke erzielten eine Sprengkraft von 37 Kilotonnen bzw. 41 Kilotonnen TNT-Äquivalent, was fast dem Doppelten der älteren Mark-3-Fat-Man entsprach. Die neue Mark-4-Atombombe, die im März 1949 in Dienst gestellt wurde, war praktischer als ihr Vorgängermodell, da ihr zusammengesetzter Kern aus Uran und Plutonium eine effizientere Nutzung des verfügbaren spaltbaren Materials ermöglichte. Im Mai 1948 begann das Los Alamos Scientific Laboratory mit der Entwicklung der Mark-5-Atombombe, einer kleineren und leichteren Waffe. Die Entwicklung sowjetischer Atombomben gab den Anstoß zur Entwicklung noch zerstörerischer thermonuklearer Waffen.
Am 31. Dezember 1949 verfügte das Strategic Air Command über 521 B-29-, B-36- und B-50-Bomber, die Atombomben abwerfen konnten. Laut Einschätzungen würden SAC-Bomber bei Nachteinsätzen Verluste von 35 Prozent erleiden, bei Tageseinsätzen sogar von 50 Prozent. Der Abwurf der 292 Atombomben, der in Offtackle vorgesehen war, wurde als machbar angesehen, jedoch gab es keine Möglichkeit, Folgeangriffe durchzuführen. Der Strahlbetriebene Boeing B-47 Stratojet, befand sich in der Entwicklung, würde jedoch erst 1953 einsatzbereit sein. Das Konzept der nuklearen Abschreckung spielte in den damaligen Kriegsplänen keine Rolle; Atomwaffen wurden ausschließlich als Angriffswaffen betrachtet.
1947 befahl das United States European Command (EUCOM) der einzigen in Europa stationierten US-Division, der 1. Infanteriedivision, die in der US-Besatzungszone in Westdeutschland verstreut war, sich zu einem Reserveverband zusammenzuschließen. Die Division wurde von ihren Besatzungsaufgaben entbunden, und ihr Kommandeur, Generalmajor Frank W. Milburn, erhielt den Befehl, das taktische Training wieder aufzunehmen. Bis 1950 war die Division jedoch immer noch über mehrere Standorte verteilt, während EUCOM nach geeigneten Orten für ihre Zusammenführung suchte.
Um die US-Bodentruppen aufzustocken, beschloss der Vereinigte Generalstab, 1951 vier weitere Divisionen  nach Europa zu verlegen. Die Pläne zur Verteidigung des Rheins wurden weiterhin als unzureichend betrachtet, da der NATO 8.000 Panzer, 9.200 Halbkettenfahrzeuge und 3.200 Artilleriegeschütze fehlten. Die während des Zweiten Weltkriegs angeschaffte Ausrüstung wurde zunehmend obsolet oder unbrauchbar. Generalmajor Henry S. Aurand, der Kommandeur der Logistikabteilung der Armee, berichtete im September 1948, dass die Armee über 15.526 Panzer verfügte, von denen jedoch nur 1.762 einsatzbereit waren. Bis Juni 1950 waren 400 M26-Pershing durch M46-Patton Panzer ausgetauscht worden.
Die Kriegspläne der späten 1940er-Jahre wurden nie auf die Probe gestellt. Es ist unklar, ob die Sowjetunion Westeuropa überrannt hätte, ob die strategische Luftoffensive erfolgreich gewesen wäre oder wer einen solchen Krieg gewonnen hätte. Die Diskrepanz zwischen militärischen Mitteln und politischen Verpflichtungen belastete die Planer stark. Sie konzentrierten sich auf die Fähigkeiten der Sowjetunion und weniger auf deren Absichten. Die Einschätzung war, dass die Sowjetunion aufgrund des desolaten Zustands ihrer Wirtschaft kein Risiko eingehen wollte. Auf dieser Grundlage wurde ein kalkuliertes Risiko eingegangen.

## Bibliographie
- James L. Abrahamson, Paul H. Carew: Vanguard of American Atomic Deterrence. Praeger, Westport, Connecticut 2002, ISBN 978-0-275-97819-8.
- Harry R. Borowski: A Hollow Threat: Strategic Air Power and Containment Before Korea. Contributions in Military History. Greenwood Press, Westport, Connecticut 1982, ISBN 978-0-313-22235-1.
- Christian Brahmstedt: Defense's Nuclear Agency, 1947–1997. DTRA history series. Defense Threat Reduction Agency, US Department of Defense, Washington, D.C. 2002, OCLC 52137321.
- Richard H. Campbell: The Silverplate Bombers: A History and Registry of the Enola Gay and Other B-29s Configured to Carry Atomic Bombs. McFarland & Company, Jefferson, North Carolina 2005, ISBN 978-0-7864-2139-8.
- Donald A. Carter: Forging the Shield: The U.S. Army in Europe, 1951–1962. Center of Military History, United States Army, Washington, D.C. 2015, ISBN 978-0-16-092754-6.
- Kenneth W. Condit: The Joint Chiefs of Staff and National Policy :1947–1949. In: History of the Joint Chiefs of Staff. Band II. Office of Joint History Office of the Chairman of the Joint Chiefs of Staff, Washington, D.C. 1996, OCLC 4651413.
- Elliott Vanveltner Converse: Rearming for the Cold War, 1945–1960. History of Acquisition in the Department of Defense. Historical Office, Office of the Secretary of Defense, Washington, D.C. 2012, ISBN 978-0-16-091132-3.
- John M. Curatola: Bigger Bombs for a Brighter Tomorrow: The Strategic Air Command and American War Plans at the Dawn of the Atomic Age, 1945–1950. McFarland, Jefferson, North Carolina 2016, ISBN 978-0-7864-9419-4.
- Gregg Herken: The Winning Weapon: The Atomic Bomb and the Cold War 1945–1950. Alfred A. Knopf, New York 1980, ISBN 978-0-394-50394-3.
- Marcelle Size Knaack: Encyclopedia of U.S. Air Force Aircraft and Missile Systems: Volume II: Post-World War II Bombers, 1945–1973. Office of Air Force History, Washington, D.C. 1988, ISBN 978-0-912799-59-9.
- Robert D. Little: Foundations of an Atomic Air Force and Operation Sandstone 1946–1948. In: The History of Air Force Participation in the Atomic Energy Program, 1943–1953. Band II. U.S. Air Force, Air University Historical Liaison Office, Washington, D.C. 1955.
- Walton S.  Moody: Building a Strategic Air Force. Air Force History and Museums Program, Washington, D.C. 1995, OCLC 1001725427.
- Walter S. Poole: The Joint Chiefs of Staff and National Policy 1950–1952. Band IV. Office of Joint History Office of the Chairman of the Joint Chiefs of Staff, Washington, D.C. 1998, OCLC 45517053.
- Steven L. Rearden: The Formative Years 1947–1950. History of the Office of the Secretary of Defense. Historical Office, Office of the Secretary of Defense, Washington, D.C. 1984, OCLC 1096666315.
- Steven L.Rearden: Council of War: History of the Joint Chiefs of Staff. National Defense University Press, Washington, D.C. 2012, OCLC 808500560.
- Steven T. Ross: American War Plans 1945–1950. Garland, New York and London 1988, ISBN 978-0-8240-0207-7.
- The History of the Mark 4 Bomb. Sandia National Laboratory, Albuquerque, New Mexico 1967.
- James F. Schnabel: The Joint Chiefs of Staff and National Policy 1945–1947. In: History of the Joint Chiefs of Staff. Band I. Office of Joint History Office of the Chairman of the Joint Chiefs of Staff, Washington, D.C. 1996, OCLC 227843704.
- Anand Toprani: Budgets and Strategy: The Enduring Legacy of the Revolt of the Admirals. In: Political Science Quarterly. Band 134, Nr. 1, 2019, ISSN 0032-3195.
- Samuel R.  Williamson Jr. Steven L. Rearden: The Origins of U.S. Nuclear Strategy. St Martin's Press, New York 1993, ISBN 978-0-312-08964-1.